# 堀立直正
堀立 直正（ほたて なおまさ）は、戦国時代から安土桃山時代にかけての武将、商人。流通経済の拠点として栄えた安芸国佐東郡堀立を本拠とし、自力で大量の米銭や物資を調達し得る経済力を有していたことから、武士的な性格を有した商人、警固衆でもあったと考えられている。毛利氏の家臣となり、長門国赤間関の代官や鍋城の城番を約20年に渡って務めた。

## 生涯

### 毛利氏に属する
生年は不明だが、厳島神社領の荘園である安芸国山県郡志道原荘の倉敷地で、太田川河口近くに位置する流通経済の拠点として栄えた安芸国佐東郡堀立を本拠とし、天文10年（1541年）に毛利元就によって安芸武田氏が滅亡した頃から毛利氏の支配下に属するようになる。

### 防芸引分と防長経略
天文23年（1554年）、防芸引分で大内氏と断交した毛利元就は5月12日に吉田郡山城を出陣。元就は児玉就方に命じて大内方の栗田肥後入道と麻生鎮里が守る佐東銀山城の開城工作を行わせ、直正も開城工作に関わった。佐東銀山城を開城させた同日に毛利軍は己斐豊後守が守る己斐城を攻撃して降伏させており、この戦いで直正は敵兵2人を討ち取る武功を挙げている。さらに廿日市と厳島の町の制圧には直正が派遣されて地下人の動揺を鎮めることにより無傷で毛利氏の支配下に収めることに成功した。これは直正が佐東銀山城の番衆や廿日市・厳島の町衆に対する工作を任せるに足る人物であったと元就が考えていたことを示しており、その背景としては直正が広島湾一帯における日常的な経済活動を通じて相手との交渉パイプを持っていたことが考えられる。これらの功により、同年6月11日に毛利元就・隆元父子から連署の感状を与えられた。
弘治2年（1556年）、赤間関の南部にあった海城である鍋城の攻略で大きな功績を挙げた。この働きにより鍋城の城番には直正が任じられ、同年11月に元就が赤川元保ら奉行衆に命じて派遣した鍋城の城衆と警固船を指揮下に置いた。これ以降、直正の指揮下で鍋城は普請を重ねて装備を整え、関町・交通・流通の支配上だけでなく、軍事上の諸機能も次第に強化されていったと考えられている。また、関門海峡はその両岸を支配してこそ実質的な領有が可能であり、重要性も高まることから、赤間関の対岸にある門司城の城番を務める仁保隆慰と緊密な連絡を取りつつ、必要に応じて直正も自ら門司城へ籠城する等して両城一体となった軍事的体制の構築が進められた。
弘治3年（1557年）3月8日、水軍を率いて周防国三田尻に上陸した後に右田嶽城へ赴き、以前から毛利氏に使者を送って誼を通じていた城主の右田隆量を説得して速やかに毛利方へ寝返らせることに成功する。さらに、3月下旬に毛利軍は大内義長が籠る且山城を攻撃するが、その際に直正は大内氏の降将である仁保隆慰や飯田隆時らと共に大内義長との和議の下準備を進めている。
永禄2年（1559年）の門司城の戦いにも参加し、同年9月20日までに小早川隆景らと共に門司城の守りについた。

### 赤間関の代官
永禄4年（1561年）7月16日に毛利元就が側近の小倉元悦らに送った書状によると、直正が赤間関の代官として赤間関の支配に不可欠な町帳を入手して元就に送達したことが記されており、町帳は公事銭や地料銭等の徴収対象としての町人の実態について個別に書き上げたものと考えられている。また、防長経略以降に赤間関の代官と鍋城の城番を務めた直正は、北九州各地への舟送、赤間関とその近辺からの船や水夫等の徴発、豊前国や筑前国の国人領主の動向調査や調略等、多彩な活動を行っている。なお、筑前国の国人である麻生鎮里に対する味方工作を行った際には人質として鎮里の娘を預かっている。
永禄5年（1562年）5月14日、直正が以前から務めていた赤間関の代官職について、毛利隆元によって改めて補任されると共に、直正が毛利氏の奉行人の依頼に応じて過分の費用を立て替えていたことから、直正の知行地となっていた長門国豊西郡黒井郷の段銭を免除された。なお、永禄3年（1560年）に黒井郷に所在する杜屋神社の大宮司職を直正の子である亀松丸（後の藤右衛門尉）に与えるよう申し出て、同年5月18日に毛利氏の奉行人である桂元忠、粟屋元親、児玉就忠、国司元相、赤川元保の連署状で認められている。
また、永禄10年（1567年）には杜屋神社の造営を独力で行っており、同社には永禄13年（1570年）に元就が直正に宛てて社殿造営の労をねぎらうと共に病気回復の祝意を伝えた書状が所蔵されている。杜屋神社の独力での造営や毛利氏奉行人の依頼による費用立て替え等から直正の財力の程が窺われる。
永禄11年（1568年）、大友氏との決戦に備えて豊前国と筑前国の各城に城将が置かれた際に、直正は内藤就藤や麻生鎮里らと共にかつての大友氏との講和の際に破却が問題となっていた豊前香春岳城の守備につくこととなった。しかし、豊前国企救郡の長野城を本拠とする豊前長野氏が大友氏に降ったことで、毛利軍は中国地方と九州地方の間の連絡が遮断され、直正らが守る香春岳城も含む九州の各城は孤立することとなる。同年5月に直正と内藤隆春が香春岳城の北方2里に位置する豊前国企救郡中谷村の宮山城に拠る大友軍を攻撃したが、内藤氏家臣の勝間田春保が戦死する敗戦となった。さらに田川郡の岩石城と京都郡の馬ヶ岳城が大友軍の攻撃を受けて陥落する等、直正らは更なる危機に陥ったが、同じく5月に伊予出兵を終えた元就は直ちに軍勢を九州へ派遣することを決定。5月30日に元就は、吉川元春と小早川隆景が先勢として九州に出陣する旨を直正に報じ、それまで香春岳城を堅守することを命じた。さらに6月9日には内藤就藤に書状を送って、香春岳城の蔵にある兵糧を全て供給することを許可している。8月に吉川元春と小早川隆景が関門海峡を渡り、9月4日には豊前三岳城に拠る長野弘勝を佐波隆秀が討ち取り三岳城を陥落させているが、この戦いにおいて直正は城への仕寄に使う板100枚を送って毛利軍の攻城を助け、9月21日に元就に賞されている。
天正2年（1574年）9月3日、自らの財を使って行った鍋城の普請について輝元から賞賛されているが、これ以外にも直正は度々、鍋城や長門日山城の普請を行っており、その都度、毛利元就や毛利輝元に賞賛されている。
天正3年（1575年）4月3日、天文23年（1554年）の防芸引分以来の自らの武功を列挙した書状を毛利氏の奉行人である国司元武と児玉元良に宛てて提出して毛利輝元への披露を依頼すると共に、子の守りとなることを願って書状の裏や袖に輝元が判をすることを依頼した。輝元は直正の願いを聞き入れ、直正の書状に袖判を記している。
天正6年（1578年）3月、防長経略直後から約20年に渡って務めてきた赤間関の代官職の辞任を毛利輝元に申し出て承認される。ただし、同年3月17日に輝元が児玉元良に宛てた書状によると、直正の代官職辞任を承認はしたものの、毛利氏の播磨出兵によって織田氏との戦いが激化することを理由として今しばらくは直正が代官職を務めるよう命じており、同年11月18日にも直正が鍋城の普請を行ったことで輝元に褒賞されている。その後、直正の後任として、高須元兼と井上元治が赤間関の代官となっている。

### 晩年
赤間関の代官を辞した後も、直正は度々毛利輝元への音信の際に米を送っており、天正7年（1579年）には近況を伝える書状と米100俵を輝元に送って、閏3月13日に輝元から返礼の書状を受けている。また、天正8年（1580年）には同じく米100俵を輝元に贈ると共に、豊後国直入郡橋宇津における豊州衆の越度について報告し、更に天正9年（1581年）にも米100俵を奉行衆に送っている。
没年は不明だが、死去した際には相当な高齢に達していたと考えられており、嫡男の九郎左衛門が後を継いだ。
毛利氏の分限帳によると、九郎左衛門には長門国豊西郡の110石余と出雲国出東郡の100石余で合計210石余が与えられており、清蔵には備後国三谿郡で33石余、杜屋神社の大宮司も務める藤右衛門尉には長門国豊西郡で13石余が与えられていることが記されている。